# Giulio Claro
Giulio Claro (en latin Julius Clarus) (1525-1575) est un juriste Italien, qui fut sénateur de Milan et conseiller du roi d'Espagne Philippe II, auteur de Sententiae receptae et reconnu comme une autorité par ses successeurs.

## Biographie
Giulio Claro naquit à Alexandrie, dans le duché de Milan, vers 1525. Il était le quatrième jurisconsulte en ligne directe que sa famille avait produit. Son frère suivait la même carrière. Son aïeul et son père avaient rempli des places distinguées dans la magistrature, l'un en Sicile, l'autre à Milan. Il étudia le droit à Pavie sous André Alciat. À peine eut-il pris lui-même le grade de docteur, qu'il fut fait sénateur dans cette dernière ville. Il avait commencé alors l'ouvrage qui a le plus contribué à sa réputation ; il employa cinq ans à l'achever. Après qu'il eut occupé plusieurs emplois importants dans le duché de Milan, Philippe II le fit venir en Espagne pour y diriger les affaires de ses États d'Italie ; mais des divisions s'étant élevées entre les principales familles de Gênes, ce prince l'envoya dans cette ville pour tâcher de les calmer. Il mourut en chemin à Saragosse, le 13 avril 1575, âgé de 50 ans.

## Œuvres
Claro s'était appliqué à approfondir plutôt la pratique que la théorie du droit. Ses ouvrages sont précieux sous ce rapport. Il avait donné, dès 1559, son livre Receptarum Sententiarum, dont les quatre premiers livres (inachevés) traitent de droit civil et féodal et dont le cinquième, (Venise, 1568), le plus étendu et le plus important, est consacré aux matières criminelles. Ce dernier livre, souvent présenté dans les éditions plus tardives sous le titre Practica criminalis, valut la célébrité à son auteur et exerça une large influence en Italie et en Europe. La 1re partie de ce livre est consacrée au droit pénal. Les divers crimes y sont traités dans l’ordre alphabétique. Un premier §, intitulé De maleficiis, contient quelques généralités ; viennent ensuite, dix-huit §§ commençant par le mot : adulterium et finissant par le mot usura. Enfin un dernier § intitulé Finalis et formant à lui seul un volume, embrasse la procédure criminelle dans tous ses détails. La partie criminelle des ouvrages de Clarus a été publiée à part, sous le titre : J. Clari opera crim., cum notis, HARPRECHTI, Francf., 1622, in-fol.
De tous les ouvrages de droit criminel que nous a laissés XVIe siècle, celui de Clarus est le plus important pour l’histoire de la science. C’est, en quelque sorte, un répertoire de tout ce que la doctrine et la pratique avaient produit jusque-là, surtout quand on y joint les observations et les notes des criminalistes qui ont complété l’œuvre primitive de Clarus. Pour la science et l’exposition, il est supérieur à Farinacci ; il a une remarquable indépendance d’opinions ; mais il va de soi qu’on ne doit pas y chercher les idées qui ont prévalu depuis, dans le droit criminel.
On a encore de Claro cent questions. Plusieurs jurisconsultes ont fait des additions à ses ouvrages, réimprimés successivement à Francfort en 1615 et 1656, et à Genève en 1657 et 1666. La dernière édition est de cette dernière ville, 1739, in-fol.

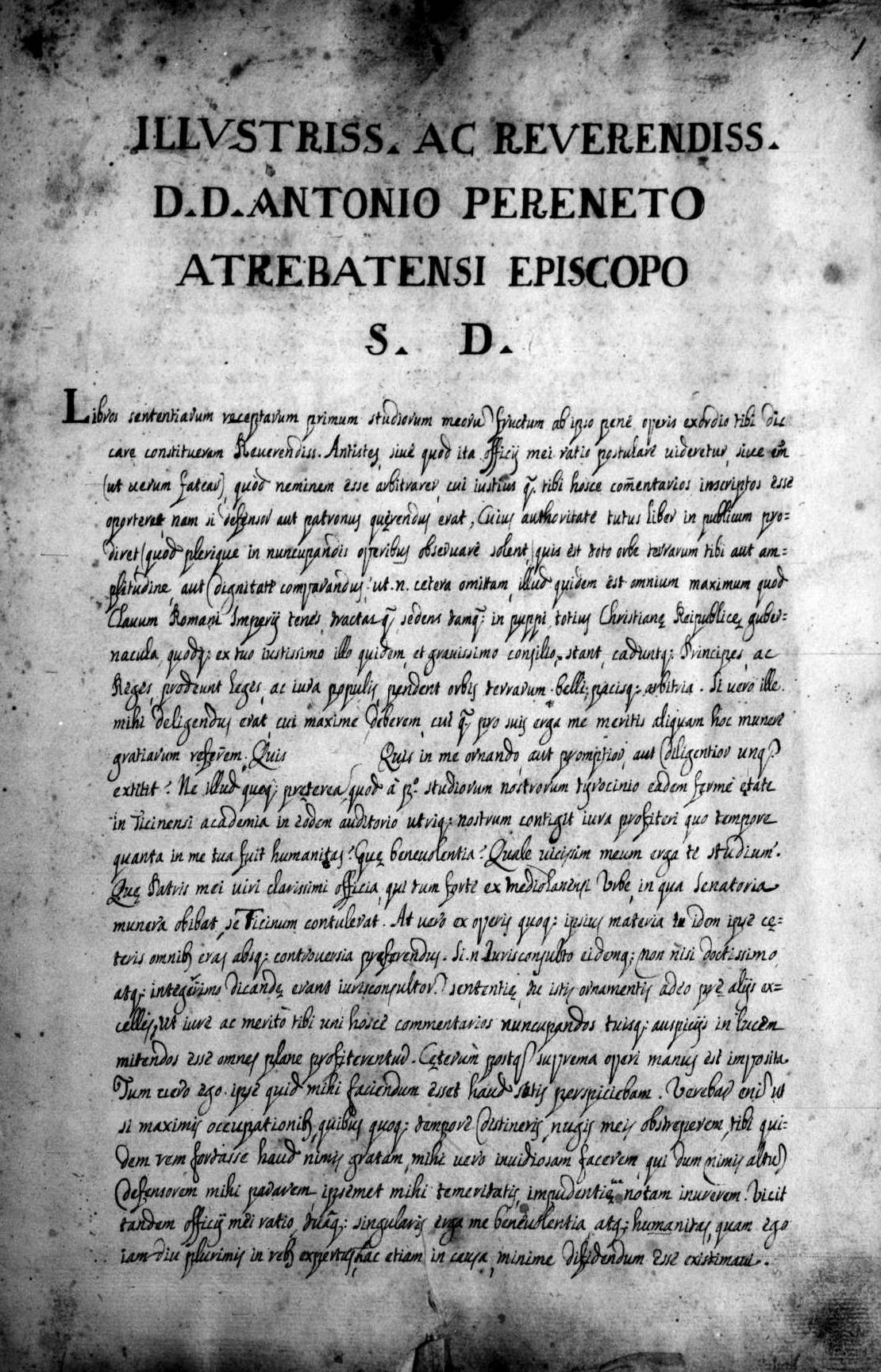
Libri sententiarum, manuscrit, 1555. Milan, Biblioteca Ambrosiana.

### Manuscrits
- Libri sententiarum, 1555, Milan, Biblioteca Ambrosiana, Fondo manoscritti, ms. H 149 suss. (lire en ligne)
- Tractatus de duello, XVIe siècle, El Escorial, Real Biblioteca del Monasterio de San Lorenzo de El Escorial, Manuscritos italianos, G.II.10. (lire en ligne)
- Excerpta ex Sententiis, XVIe siècle, Milan, Biblioteca Ambrosiana, Fondo manoscritti, ms. H 27 suss. (lire en ligne)